# Апартамент
Апартаментът е вид недвижимо имущество, част от сграда, чието предназначение е да служи за временно или постоянно жилище обикновено на семейство. Апартаментите се намират обикновено в жилищни кооперации или блокове в по-големите градове. Могат също така да се предлагат и в хотели. Семейството може да е негов собственик или да живее там под наем.
Един апартамент се състои от хол, кухня, спални и сервизни помещения. Най-малките апартаменти са боксониерите и гарсониерите, следвани от едностайни, двустайни, тристайни и така нататък. Двуетажните апартаменти се наричат мезонети. Според броя на стаите биват едностайни, двустайни и тристайни. В зависимост от предназначението на сградата, апартаментите могат да бъдат жилищни или за обществени нужди. Апартаментите, давани под наем, могат да бъдат мебелирани или немебелирани. Според жилищното законодателство, апартаментът е структурно обособена стая в жилищна сграда, осигуряваща директен достъп до общи части в такава къща и състояща се от една или повече стаи.

## Типове и характеристики

### Мезонет
Мезонет е голямо по площ жилище, обикновено с оригинална и раздвижена архитектура, най-често на две нива (може и на едно). Терминът мезонет понякога се отнася до отделно жилище, построено върху покрива на жилищна сграда. Мезонетите имат не само предимствата на обикновения апартамент като сигурност и добра локация, но и удобствата на къщите като голям размер и дизайн. Мезонетите обикновено са разположени в централните части на градовете и все пак предлагат чувство, че са разположени далеч от или над шумния и претъпкан градски живот. По този начин те осигуряват лесен достъп до хотели, ресторанти, търговски центрове и училища. За разлика от малкото налично пространство в обикновените апартаменти, мезонетите обикновено имат много голяма площ.